# Liste de fortifications en Croatie
Liste de fortifications en Croatie.
- Dubrovnik
  - Fort Bokar
  - Fort Minceta
  - Fort Lovrijenac
  - Fort Revelin